# 卡斯特朗什
卡斯特朗什是葡萄牙布拉干萨区的一个堂区。总面积13.1平方公里，总人口620人，人口密度30.2人/平方公里。